# コートニー・ラブ
コートニー・ラブ（Courtney Love、1964年7月9日 - ）は、アメリカ合衆国出身の女性ミュージシャン（シンガーソングライター）、女優。
ロックバンド「ホール」（hole）のメンバーでフロントを務めている。夫は、ロックバンド「ニルヴァーナ」のカート・コバーン。間に生まれた娘のフランシス・ビーン・コバーンも、歌手やモデルとして活動している。

## 略歴

### 生い立ち
グレイトフル・デッド（Grateful Dead）の信奉者だったハンク・ハリソン（Hank Harrison, 1941-2022)と、心理学者のリンダ・キャロル（Linda Caroll, 1944- )との間にコートニー・ミシェル・ハリソン (Courtney Michelle Harrison) として生まれる。アメリカ国内を転々とし、一時オレゴン州で過ごす。幼少の頃に、ジミ・ヘンドリックスのアルバム『エレクトリック・レディランド』の裏ジャケットに写った。子どものときに自閉症の傾向があると診断される。
14歳のときに万引きで逮捕されて少年鑑別所に入れられる。16歳で釈放されて以降はストリッパーになる。アイルランド、日本、台湾、リバプールなどへも渡り、バンドのグルーピーをしたり、自らもいくつかのバンドを組んでいた。一時は、フェイス・ノー・モアのボーカルも務めていたが、歌があまり上手くないことを理由に解雇される。
その後、ミネソタ州ミネアポリスにて、シュガーベイビードールというバンドに参加する。そこには、後にベイブス・イン・トイランドを結成するキャット・ブジェランドやL7のメンバーもいた。そして一時期は、彼女達は同居しており、互いに気が強い者同士だったので、反発や争いが絶えなかったという。コートニーは何度も出て行きたいと考えたが、無一文だったので、しばらくは仕方なく暮らしていたらしい。

### ホール結成 - 妊娠、結婚、出産
1989年、ロサンゼルスでホールを結成。1991年、2人目の夫となるカート・コバーンと知り合い、妊娠、翌年に結婚。夫のバンド、ニルヴァーナが世界的なヒットを飛ばして一躍有名になるが、同時に2人の生活は、マスコミの餌食となる。娘のフランシス・ビーン・コバーン（Frances Bean Cobain, 1992年8月18日 - ）は健康体に生まれたが、妊娠中に彼女がドラッグを使用したと一部で報道されたために、ワシントン州は2人の養育権を疑い裁判になった。1993年初めに、2人の主張が通り、フランシスは2人の手元に。ホールの活動も再開し、1994年4月のアルバム発売に向けてレコーディングを始める。

### カートの自殺とプラチナディスク
しかし、ドラッグの噂は始終2人に付きまとい、友人の説得や病院の治療も虚しく、1994年4月5日に、カートは自殺してしまう。予定通り、その1週間後に、ホールのセカンド・アルバム『リブ・スルー・ディス』（Live Through This）が発売。様々な憶測ばかりが飛び交う中、このアルバムはプラチナ・ディスクとなった。

### 女優として
彼女の映画女優としての第一歩は、1986年、アレックス・コックス（Alex Cox）監督の『シド・アンド・ナンシー』（Sid and Nancy）での端役、1987年では、同監督の『ストレート・トゥ・ヘル』で、ジョー・ストラマー、ザ・ポーグス、エルヴィス・コステロなどのミュージシャンと共に出演している。これらの作品は商業的には振るわず、一度は女優の夢を諦めたかに見えた。しかし、カートの死後は本格的に女優業に取り組んでいった。特に、1996年のミロス・フォアマン（Milos Forman）監督『ラリー・フリント』（The People vs. Larry Flynt）では、ニューヨーク映画批評家協会賞とボストン映画批評家協会賞の助演女優賞、シカゴ映画批評家協会賞の有望女優賞を受賞。1997年のゴールデングローブ賞 主演女優賞（ドラマ部門） にもノミネートされ、女優としての地位を確立する。

### レコード会社との争い - ホールの活動停止
女優業に邁進する余り、ホールとしての活動は停止状態に陥っていたが、1998年に、3枚目のアルバム『セレブリティ・スキン』（Celebrity Skin）を発売。スマッシング・パンプキンス（Smashing Pumpkins）のビリー・コーガン（Billy Corgan）も参加し、前作以上の期待を持たれた作品であったが、レコード会社との契約問題から、終にはユニバーサルミュージックを相手取って訴訟にまで発展した。ミュージシャンの著作権保護の問題と直結したこの争いはマスコミにも注目され、アルバムはグラミー賞にもノミネートされたが、結局、ホールは2002年5月正式に、活動停止を宣言した。

### ゴシップクイーンのソロデビュー
ニルヴァーナの音源やカートの肖像権を廻って、残りのメンバーと訴訟を起こしたり、チャリティコンサートでストリップをしたり、その性格と言動によって、彼女は多くの人々の批判と注目を浴びる存在となっていた。女優としての仕事は順調であったが、彼女はバンドで演奏する事を強く望んでいた。そうして、ホール正式解散から1年経った2003年10月、彼女は待望のソロ・アルバムの発売を控えていたのだが、元彼の家に侵入して警察沙汰、同時に薬物過剰摂取により入院沙汰、挙句の果てにはフランシスの養育権を奪われ家を追い出され、その発売は絶望視されていた。翌2004年2月10日に『アメリカズ・スイートハート』（America's sweetheart）が発売、様々な裁判沙汰を振り切ってツアーを敢行し、7月31日にはフジ・ロック・フェスティバルにも出演した。なお、『アメリカズ・スウィートハート』の日本版ジャケットは、フランシスがファンだった矢沢あいが手がけている。2009年12月11日、裁判所はコートニーから娘フランシスの親権を剥奪し、代わりに父方の祖母に当たるウェンディー・オコナー(1948〜)と叔母のキンバリー・ドーン・コバーン(1970〜)を保護者とする事を決定した。また同月16日には、フランシスおよび2人の保護者への一切の連絡を禁じた。

### イギリスへの移住を検討
2025年、第2次トランプ政権発足を契機にイギリスへの移住の準備を始めた。

## ディスコグラフィ

### ソロ・アルバム
- 『アメリカズ・スウィートハート』 - America's Sweetheart (2004年)

### ホール
- 『プリティ・オン・ジ・インサイド』 - Pretty on the Inside (1991年)
- 『リヴ・スルー・ディス』 - Live Through This (1994年)
- 『セレブリティ・スキン』 - Celebrity Skin (1998年)
- 『ノーバディーズ・ドーター』 - Nobody's Daughter (2010年)

## 主なフィルモグラフィー
- シド・アンド・ナンシー Sid and Nancy (1986)
- ストレート・トゥ・ヘル Straight to Hell (1987)
- テープヘッズ Tapeheads (1988) クレジットなし
- バスキア Basquiat (1996)
- フィーリング・ミネソタ Feeling Minnesota (1996)
- ラリー・フリント The People vs. Larry Flynt (1996)
- 200本のたばこ 200 Cigarettes (1999)
- マン・オン・ザ・ムーン Man on the Moon (1999)
- バロウズの妻 Beat (2000)
- ジュリー・ジョンソンの脱主婦宣言 Julie Johnson (2001)
- コール Trapped (2002)
- サンズ・オブ・アナーキー Sons of Anarchy (2014) テレビドラマ
- Empire 成功の代償 Empire (2015) テレビドラマ
- リベンジ Revenge (2015) テレビドラマ
- ふたりのJ・T・リロイ ベストセラー作家の裏の裏 JT LeRoy (2018)